# Баролини, Хелен
Хелен Баролини (англ. Helen Barolini; 18 ноября 1925, гор. Сиракьюс, штат Нью-Йорк — 29 марта 2023) — американская писательница, редактор и переводчица. Относясь ко второму поколению итальянских эмигрантов, часто затрагивала вопросы итало-американской идентичности. Самыми известными её работами являются роман «Умбертина» (Ambertina) 1979 года, повествующий историю четырёх поколений женщин в одной итало-американской семье, и антология «Мечта: Антология произведений итальянских американских женщин» (The Dream Book: An Anthology of Writings by Italian American Women) 1985 года, где она обращает внимание на возникающий, но не замеченный ранее класс писательниц.

## Биография
Родилась в итало-американской семье. Её отец был местным торговцем. Хотя её бабушка и дедушка являлись итальянскими эмигрантами, Хелен не говорила на итальянском до тех пор, пока не наняла репетитора для изучения языка. Она с отличием окончила Сиракузский университет в 1947 году и Флорентийский университет в 1950 году, а также получила степень магистра в области библиотечных наук в Колумбийском университете в 1959 году.
После окончания Сиракузского университета путешествовала по Италии, училась в гор. Перудже и писала статьи для Syracuse Herald-Journal. Там же она встретила итальянского писателя Антонио Баролини, за которого позже вышла замуж. Пара жила в Италии на протяжении нескольких лет до переезда в Нью-Йорк. Хелен перевела несколько произведений своего мужа на английский язык, включая такие как «Наша последняя семейная графиня» (1960) и «Долгое безумие» (1964).
При поддержке гранта Национального фонда искусств, в 1979 году Баролини завершила свою первую книгу, роман «Умбертина», за которую получит американско-итальянскую премию по литературе 1984 года и Премию Ачерби (итальянская литературная премия) в 2008 году. Роман назван в честь её бабушки по материнской линии, родившейся в Калабрии.
«Мечта: Антология письменных произведений итальянских американских женщин» (1985) получила американскую книжную премию от Before Columbus Foundation и награду Сьюзен Коппельман  от American Culture Association, а также её высоко оценили писатели Элис Уокер и Синтия Озик, в то время как критик Жюль Каметски признал работу Баролини одним из важнейших произведений[уточнить]. В эссе об итальяно-американских романистах Фред Гардаф пишет: «До появления "Мечты" в 1985 году у итальянско-американских женщин не было ни критиков, ни историков литературы, которые попытались бы выяснить их происхождение, раскрыть причины минувшего молчания и признать, что они, наконец, присутствуют».
Эссе Баролини появляются в «The New Yorker», «Ms.», «The Yale Review», «The Paris Review», «The Kenyon Review», «The Prairie Schooner» и других журналах.
Коллекцию её эссе «Кьяроскуро: Очерки идентичности» (1997) назовут выдающимся произведением американской нехудожественной литературы и включат в список лучших американских эссе века[какой?] (2000). А её  эссе «Как я научилась говорить по-итальянски» (How I Learned to speak Italian), первоначально опубликованное в Southwest Review, войдет в «Лучшие американские очерки 1998».
Баролини была приглашенной писательницей в Yaddo (1965), в MacDowell Colony (1974), проживала в роли писательницы в резиденции в Quarry Farm Center в колледже Эльмира (1989), а также являлась стипендиатом-резидентом Фонда Рокфеллера в Центре Белладжио на озере Комо (1991) и приглашенным автором в Американской академии в Риме (2001). Она получила многочисленные премии и гранты за свои литературные произведения. Баролини также преподавала в колледже Тринити, Киркленд-колледже и в университете Пейс; работала помощницей редактора в Westchester Illustrated; а также библиотекарем в Уэстчестере (штат Нью-Йорк).
В 1950 году она вышла замуж за Антонио Баролини. У пары было три дочери. Теодолинда Баролини стала профессором итальянского языка в Колумбийском университете; Сусанна Баролини вышла замуж за итальянского художника из Урбино и переехала в Италию, а Николетта Баролини стала арт-директором также в Колумбии. Антонио Баролини умер в 1971 году.
Умерла в возрасте 97 лет.

## Премии
- 2009 Премия Центра писателей Гудзонской долины.[12]
- 2006 Премия Уильяма Марта за короткую историю на фестивале писателей Юджина Уолтера[13]
- 2003 Премия «Женщина года» в Литературе Лиги итальянского благосостояния, Нью-Йорк.[14]
- 2003 Sons of Italy Выбор книжного клуба.[15]
- 2001 Премия Ars et Literas от Американского культурного круглого стола
- 2000 Премия MELUS за выдающийся вклад в этнические исследования.[16]
- 2000 Chiaroscuro: Очерки идентичности, включенные в заметные произведения Хоутона Миффлина «Американская литературная нехудожественная литература» в их публикации «Лучшие американские эссе столетия».[17]
- 1987 Сьюзан Копплеман Премия Американской ассоциации культуры за книгу мечты
- 1986 Американская книжная премия The Before Columbus Foundation за книгу мечты.
- 1984 Премия за литературу и искусство американо-итальянского наследия за «Умбертина».
- 1982 Американский комитет по итальянской миграции, Премия «Женщины в литературе» за «Умбертина».
- 1977-79 Member, The Writers Community, Нью-Йорк.
- 1976 Национальный фонд грантов в области творчества.
- 1970 Премия Марины-Вельки в Италии.